# Бистрова Наталія Анатоліївна
Наталія Анатоліївна Бистрова (нар.. 2 лютого 1984, Прага) — російська актриса мюзиклів і кіно, співачка.
Лауреатка Національної премії «Музичне серце театру» в номінації «Найкраща виконавиця головної ролі» (2007). Номінантка премії « Золота маска» 2014 року в номінації «Оперета-Мюзикл. Жіноча роль» за роль Аріель в мюзиклі «Русалочка» .

## Життєпис
Наталія Бистрова народилась 1984 року в Празі в родині військового. Коли їй був один рік сім'я переїхала до Свердловська (нині Єкатеринбург). З 5 років Наталія Бистрова займалася в гуртку хореографії в Будинку дитячої творчості та художньою гімнастикою, з 8 років — в музичній школі по класу фортепіано. У 11-і класі перемогла в конкурсі «Міс випускниця Єкатеринбурга».
Закінчила Експериментальну дитячу школу театрального мистецтва та Єкатеринбурзький державний театральний інститут за фахом «актор театру і кіно» (майстерня О. Русинова та М. Русакова). Була переможцем конкурсу «Співають актори театрів Росії» (Нижній Новгород), дипломантом VIII фестивалю акторської пісні імені Андрія Миронова (Москва).
Брала участь у Військовому ансамблі пісні і танцю, грала в команді КВК «Не хлопці», вела передачі на єкатеринбурзькому телебаченні.
Здобула популярність завдяки головній ролі Софі в російській постановці мюзиклу Mamma Mia! в 2006—2008 роках. «Найкраща Софі в світі» за відгуками учасників групи ABBA . Після цього грала головні ролі у всіх мюзиклах Stage Entertainment. 14-16 березня 2013 року були проведені чотири спеціальні вистави Mamma Mia! «золотим» складом, до якого була запрошена Наталія. Вони виявилися дуже успішними. У квітня 2013 року до закриття сезону Mamma Mia! пройшло ще п'ять вистав з Наталією .
З 2012 року грає в мюзиклі «Русалочка», а з грудня 2013 року також у мюзиклі «Chicago».

## Особисте життя
- Чоловік Дмитро Єрмак — одружились 2013 року
- Син Єлисей Єрмак (нар.. 2014 року)

## Участь у постановках
- Мюзикл «Mamma Mia!»- Софі (14 жовтня 2006 року — 25 травня 2008 року, березень-квітень 2013 року)
- Мюзикл «Красуня і Чудовисько» — Белль (11 жовтня 2008 року — 30 квітня 2010 року, 12 лютого — 30 травень 2015)
- Мюзикл «Вестсайдська історія» — Марія (2010 рік)
- Мюзикл «Зорро» — Луїза (2 жовтня 2010 року — 2011 рік)
- Мюзикл «Звуки музики» — Марія (8 жовтня 2011 року — 2012 рік)
- Мюзикл «Русалочка» — Аріель (6 жовтня 2012 року — 1 березня 2014 року)
- Мюзикл «Chicago» — Роксі Харт (18 грудня 2013 року[6] — травень 2014 року)
- Музичний спектакль «Леді Досконалість» — Мері Поппінс (Московський обласний державний театр юного глядача (з 28 лютого 2016 року)
- Мюзикл «Попелюшка» — Попелюшка (з 2 жовтня 2016 року[7])
- Мюзикл «Анна Кареніна (мюзикл, 2016)» — Кіті Щербацька (з 8 жовтня 2016 року[7])

## Фільмографія
| Рік виходу фільму | Назва фільму                                              | Роль                           | Примітки                             |
| 2011              | Пильна робота                                             | Адвокат Наталія Захарова       | Роль в телесеріалі                   |
| 2013              | Бальзаківський вік, або Всі чоловіки сво … 5 років потому | Люся Утюжок                    | Роль в телесеріалі                   |
| 2013              | Холодне серце                                             | принцеса Анна                  | Озвучка (дубляж), роль в мультфільмі |
| 2013              | Слідчий Протасов                                          | Поліна                         | Роль в телефільмі                    |
| 2014              | Не залишай мене!                                          | Ядвіга Гурська                 | Роль в телефільмі                    |
| 2015              | Косатка                                                   | Женя, подруга Ольги Косаткіной | Роль в телесеріалі                   |
| 2015              | Крижана лихоманка                                         | принцеса Анна                  | Озвучка (дубляж), роль в мультфільмі |
| 2014              | Енні (Annie)                                              | Грейс                          | Озвучка (дубляж) у фільмі-мюзиклі    |
| 2017              | Панянка та хуліган                                        | Анастасія                      | Роль в телесеріалі                   |
| 2017              | Крижане серце: Різдво з Олафом                            | принцеса Анна                  | Озвучка (дубляж), роль в мультфільмі |
| 2018              | Кролик Петрик                                             | Беа                            | Дубляж в фільмі                      |
| 2018              | Смолфут                                                   | йєті Мічі                      | Озвучка (дубляж), роль в мультфільмі |
| 2018              | Ральф-руйнівник 2: Інтернетрі                             | принцеса Анна                  | Озвучка (дубляж), роль в мультфільмі |

### Озвучування мультфільмів
- 2016 — Снігова королева 3: Вогонь і лід — Герда
- 2014 — Аліса знає, що робити! — Флос; вокал у пісні «Зірковий час» та «Край неба»

## Нагороди та визнання
- Лауреатка премії «Музичне серце театру» в номінації «Найкраща виконавиця головної ролі» (2007).